# Deledda (inslagkrater)
Deledda is een inslagkrater op de planeet Venus. Deledda werd in 1985 genoemd naar de Italiaanse schrijfster en Nobelprijswinnaar Grazia Deledda (1871–1936). 
De krater heeft een diameter van 32 kilometer en bevindt zich in het quadrangle Snegurochka Planitia (V-1).